# Indrit Fortuzi
Indrit Fortuzi (ur. 23 listopada 1973 w Tiranie) – były albański piłkarz grający na pozycji środkowego napastnika.

## Kariera piłkarska

### Kariera klubowa
Karierę piłkarską rozpoczął w klubie KF Tirana. Następnymi klubami były greckie Ethnikos Pireus i Apollon Smyrnis. W 2001 roku wrócił do KF Tirana, gdzie grał do 2004 roku. Następnie trafił do Dinamo Tirana, z którego został sprzedany do AÓ Iraklís. W 2007 roku powrócił po raz trzeci do KF Tirana, gdzie po dwóch latach skończył swoją karierę piłkarską.

### Kariera reprezentacyjna
W kadrze narodowej zadebiutował w wygranym meczu z Litwą (1:0) dnia 3 czerwca 1992 roku. W chwili debiutu miał zaledwie 18 lat i 6 miesięcy. W 25 występach dla drużyny narodowej strzelił jedną bramkę.

## Źródła
- Indrit Fortuzi, [w:] baza Transfermarkt (zawodnicy–występy) [dostęp 2020-12-05].
- Indrit Fortuzi, [w:] baza Transfermarkt (zawodnicy–kadra) [dostęp 2020-12-20].